# Mamata Banerjee
Mamata Banerjee (Calcutta, 5 gennaio 1955) è una politica indiana.

## Biografia
Banerjee ha iniziato l'attività politica negli anni 1970 nelle file del Partito del Congresso Indiano, diventandone parlamentare nazionale nel 1984. Dal 1991 al 1993 è stata ministro dello sport e degli affari giovanili, ministro di per lo Sviluppo delle risorse umane e ministro delle Donne e dello sviluppo del bambino,  durante il governo di P. V. Narasimha Rao. Successivamente, è stata due volte anche ministro delle Ferrovie. La rivista TIME ha incluso Banerjee nella lista delle 100 persone più influenti del mondo. Bloomberg l'ha inserita tra i 10 policymaker più influenti al mondo.
Nel 1997 è uscita dal Partito del Congresso fondando una propria formazione, chiamata All India Trinamool Congress, oggi nota semplicemente con il nome di Trinamool Congress.
In pochi mesi il Trinamool è diventato il principale partito di opposizione del Bengala Occidentale, contrastando la politica di Buddhadeb Bhattacharjee e del Partito Comunista d'India (Marxista).
Nel 2007 Mamata Banerjee ha iniziato una durissima campagna a favore dei contadini costretti a lasciare le loro terre per la costruzione dei nuovi impianti industriali a Nandigram e a Singur (in quest'ultima località il progetto vede coinvolta anche l'italiana FIAT).
Per le sue lotte a favore dei contadini, nell'ottobre del 2007 ha subito un attentato al quale è sfuggita.
Nelle elezioni del 2011 il Trinamool Congress di Mamata Banerjee, in alleanza con il SUCI e con l'INC (Indian National Congress), ha conquistato la maggioranza dei seggi al Parlamento di Calcutta. L'alleanza di centro-destra ha sbaragliato l'Alleanza di Sinistra (si trattava della più longeva Giunta di governo al mondo guidata da un partito dichiaratamente comunista, ma democratico) conquistando 227 seggi complessivi, dei quali rispettivamente 184 ottenuti dal partito di Mamata Banerjee, 42 dall'INC e solo 1 dal SUCI. Mamata Banerjee ha giurato come Chief Minister del Bengala Occidentale il 20 maggio 2011. È la prima donna a ricoprire tale carica. Una delle sue prime decisioni come capo del governo è stata quella di restituire la proprietà di 400 acri di terra ai coltivatori del Singur che ne erano stati espropriati dal precedente governo per creare delle zone economiche speciali.
Nel marzo 2016, è stata rieletta per un secondo mandato come Chief Minister del Bengala Occidentale.